# Двигун V8

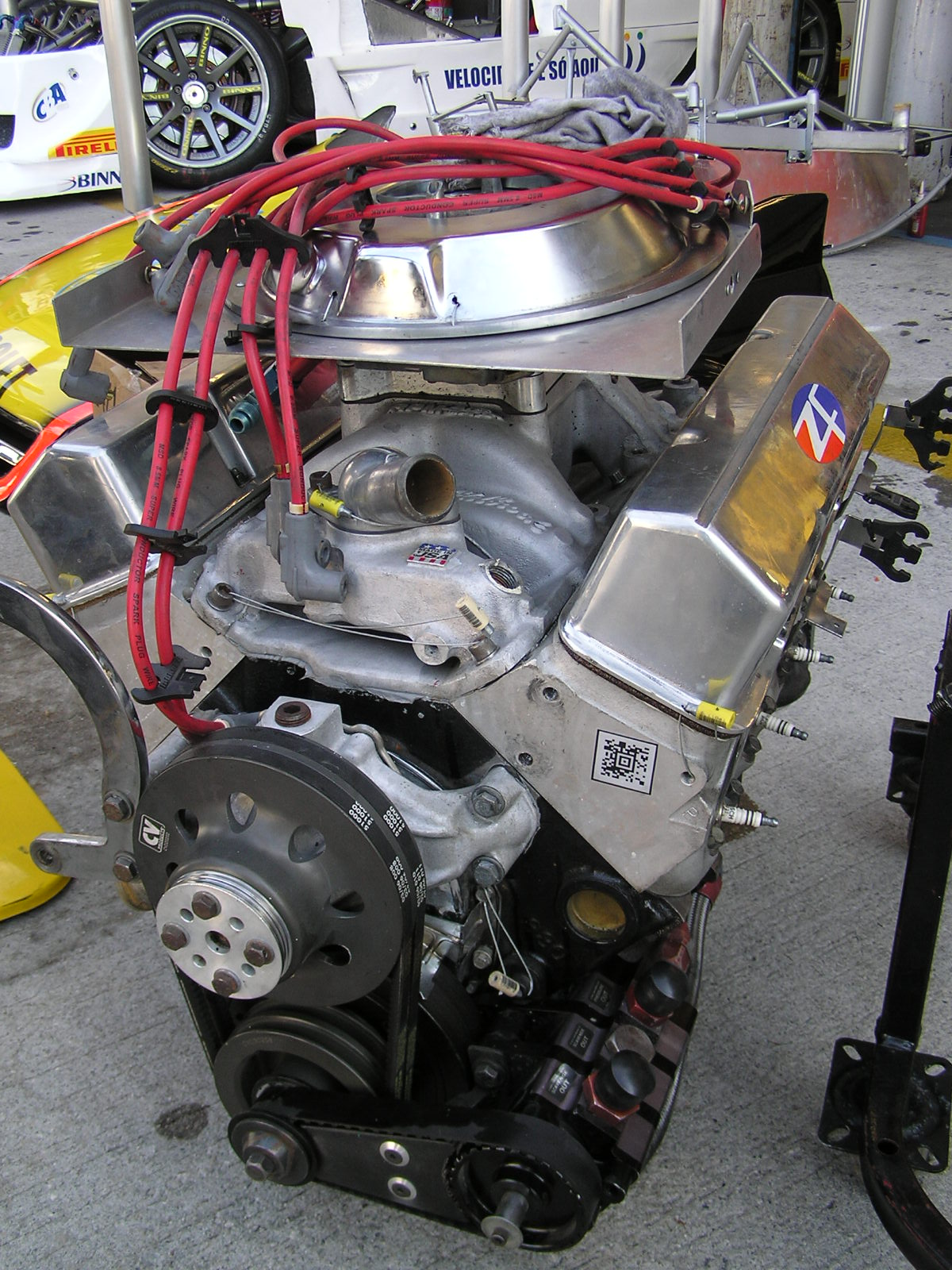
V8 Chevrolet-ZF

V-поді́бний восьмицилі́ндровий двигу́н (англ. Vee-Eight, V8) — конфігурація двигуна внутрішнього згоряння з V-подібним розташуванням восьми циліндрів двома рядами по чотири, і поршнями, що обертають один спільний колінчастий вал. Часто його позначають як V8.

### Загальний огляд
Конфігурація V8 часто використовується в автомобільних двигунах з великим робочим об'ємом. Є небагато двигунів V8, що мали б робочий об'єм менший від трьох літрів. Максимальний же робочий об'єм сучасних серійних V8 для легкових автомобілів сягає 13 літрів (малосерійна  Weineck Cobra Limited Edition). Поширений дизельний двигун ЯМЗ-238 має робочий об'єм 14,9 л. На великих тракторах і вантажних автомобілях зустрічаються двигуни V8 з робочим об'ємом до 24 л.
V8 також часто використовується у верхніх ешелонах автоспорту, особливо у США, де він є обов'язковим в IndyCar Series, CART і NASCAR. У 2006 році Формула-1 перейшла на використання атмосферного двигуна V8 з об'ємом 2,4 літра замість 3-літрових V10, з метою пониження потужності.
V8 об'ємом всього лише 500 см³ використовувався на перегоновому мотоциклі Moto Guzzi V8 1955 року; згодом кількість циліндрів на перегонових мотоциклах була також обмежена.

### Технічні особливості
Двигун V8 — незбалансований двигун; у найпростішому випадку він може бути представлений як два рядних чотирициліндрових двигуни зі спільним колінчастим валом. При цьому шатуни протилежних циліндрів мають спільні шатуні шийки колінчастого вала, число шатунних шийок — 4. При цьому центральні кривошипи колінчастого вала спрямовані в один бік, а пара крайніх розвернуті на 180° відносно середніх. У даній конфігурації неврівноваженою є горизонтальна сила інерції 2-го порядку поршнів і верхніх частин шатунів, викликана несинусоїдальним рухом поршнів. Дана сила інерції породжує високочастотну вібрацію, яка проявляється у виді гудіння в салоні автомобіля. Урівноваження даної сили вимагає застосування двох балансувальних валів, що обертаються удвічі швидше за колінчастий вал у різні боки. Тому така конфігурація, зазвичай застосовується на високооборотних двигунах перегонових автомобілів, наприклад, Ferrari, де вимоги до вібронавантаженості є не так важливими. До того ж вона дозволяє максимально облегшити колінчастий вал, а також (завдяки рівномірним інтервалам чергування спалахів у кожному окремому ряді циліндрів) застосувати просту і ефективну систему випуску відпрацьованих газів. В результаті цього досягається крива крутного моменту, зміщена до 7000…8500 хв−1, а на обертах ближчих до низьких двигун «спить», а налаштований випуск дає характерне «формульне», «металічне» звучання. Кут розвалу, зазвичай становить 90°, що забезпечує рівномірні інтервали запалювання робочої суміші без застосування зміщених шатунних шийок колінчастого валу.

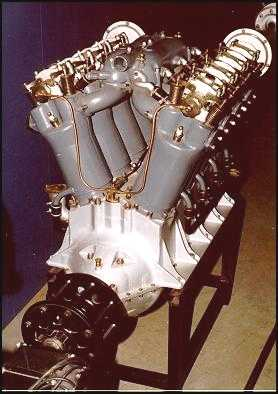
Авіаційний двигун з кутом розвалу 45° (1917)

Однак у дорожніх автомобілях зазвичай застосовують іншу конфігурацію колінчастого вала, так званий хрестоподібний колінчастий вал, у якому крайні шатунні шийки повернуті відносно середніх на кут 90° і розвернуті на 180° одна відносно одної (середні шийки також розвернуті на 180°). Шатуни протилежних циліндрів при цьому також мають спільні шатунні шийки. У такому двигуні сили інерції 2-го порядку урівноважуються взаємним рухом поршнів, однак сили інерції 1-го порядку, викликані зворотно-поступальним рухом поршнів, викликають момент інерції, який можна повністю компенсувати додаванням дисбалансу колінчастого вала масивними противагами, розташованими на крайніх його щоках (іноді додатково застосовують маховик і шків з дисбалансом). Отже, при куті розвалу циліндрів 90° вдається повністю збалансувати двигун без застосування балансувального валу. При кутах розвалу циліндрів, відмінних від 90°, додатково використовують балансувальний вал, що обертається зі швидкістю колінчастого вала, але у протилежний бік. У двигунах V8 з такою конфігурацією колінчастого вала спалахи у кожному окремому ряді циліндрів чергуються с нерівномірними інтервалами, однак у цілому вони чергуються рівномірно. Черговість роботи лівого і правого рядів при цьому так: Л-П-Л-Л-П-Л-П-П. Дана особливість ускладнює систему випуску, а також є причиною характерного «бурмотіння», «булькання». Для налаштованого вихлопу потрібно зв'язати разом вихлопні труби від окремих рядів циліндрів, в результаті вони нагадують пучок змій, як у Ford GT40. Така складна система випуску відпрацьованих газів була основною проблемою для конструкторів одномісних перегонових автомобілів. Також масивні противаги для балансування, обтяжують колінчастий вал і не дозволяють швидко прискорюватись чи сповільнюватись. З цієї причини дана конфігурація зазвичай не використовується на спортивних автомобілях. Для таких V8 характерним є високий крутний момент на низьких та середніх обертах, і при застосуванні схеми газорозподілу OHV двигун не розвиває більше ніж 6500 об/хв. Двигуни з такою характеристикою встановлюються на американських автомобілях а також на пікапах і позашляховиках дорогих моделей фірм «Mercedes-Benz», «Lexus» зі змінними фазами газорозподілу. Завдяки хорошій і рівній тязі такі мотори основну частину часу працюють на невеликих обертах, що позитивно впливає на моторесурс та акустичний комфорт. В парі з ними оптимальним є використання класичної гідродинамічної автоматичної трансмісії, так як втрати в гідравлічному елементі при характерних для них значеннях крутного моменту і невеликих максимальних оборотах є відносно малими.

#### Кути розвалу
Більшість виробників V8 використовували і далі використовують кут розвалу у 90°. Як приклад двигуна з відмінним від 90° кутом розвалу можна взяти Ford/Yamaha V8, що використовується в автомобілі Ford Taurus SHO. Його було розроблено на базі мотора Ford Duratec V6 engine і має спільний з ним кут розвалу у 60° або авіаційний двигун Liberty L-8 з кутом розвалу 45° (1917). В ньому для зрівноваження моменту 1-го порядку застосовано балансувальний вал, а також для забезпечення рівномірних інтервалів запалювання робочої суміші використовуються зміщені шатунні шийки колінчастого валу. Одна з версій цього двигуна використовувалась в автомобілях «Volvo» від 2005 року.
У двигунах автомобілів компанії «Lamborghini» використовується кут розвалу 88°.

## Історична довідка

### Поява (1904—1918)

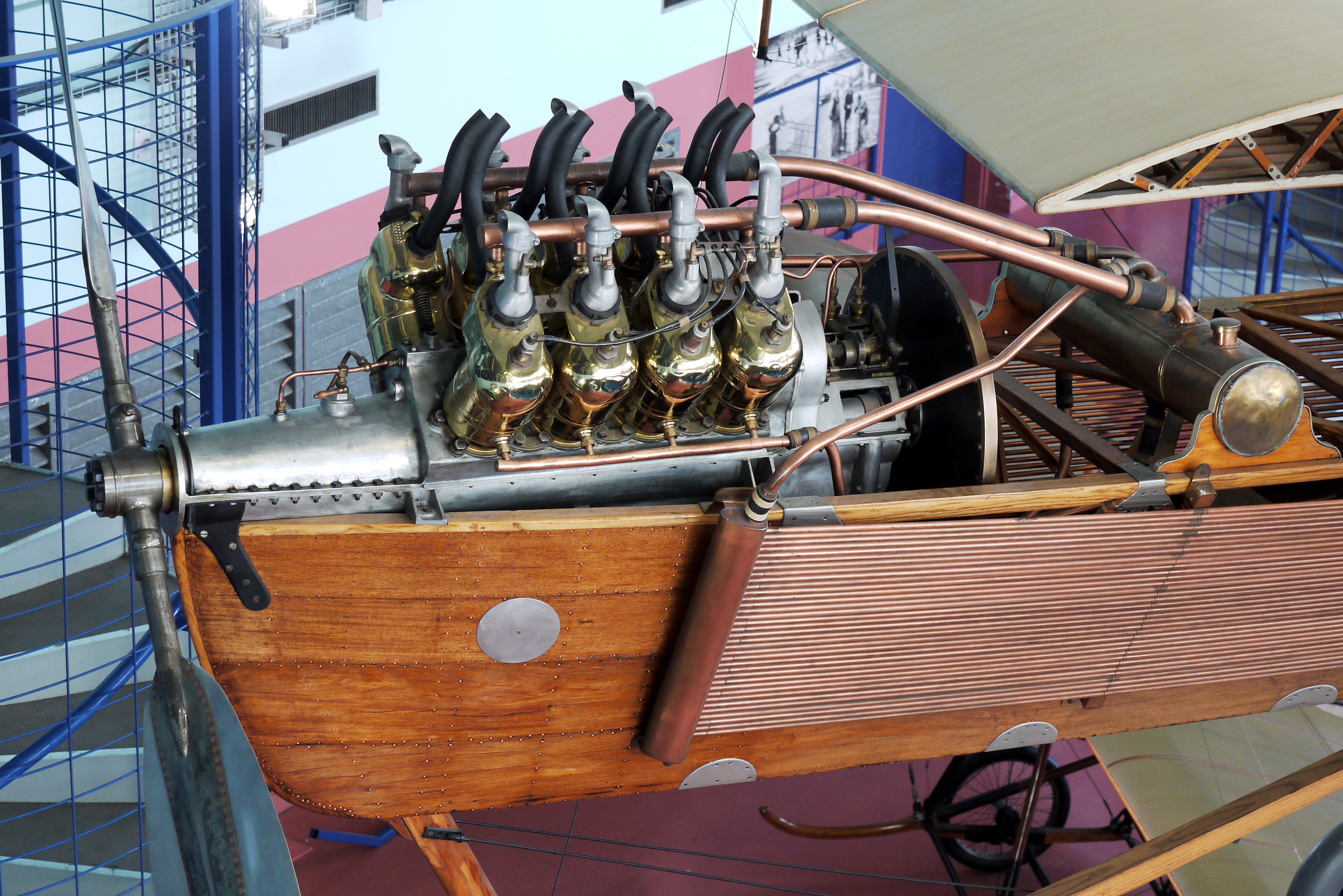
Французький літак з двигуном V8 (1909)

У 1903 році французький інженер Леон Левассер запатентував двигун V8, якому він дав назву «Antoinette». Його виробництво розпочалось у 1904 році на підприємстві з такою ж назвою. Двигун встановлювався у різних модифікаціях на малі судна та літаки у 1903—1912 роках. Версія двигуна «Antoinette» потужністю 40 к.с. і масою 86 кг разом з водою для охолодження утримувала першість за співвідношенням потужності на одиницю маси протягом 25 наступних років.
У 1905 році британська фірма «Rolls-Royce» виготовила 3 екземпляри дорожнього автомобіля з двигуном V8 і робочим об'ємом 3536 см³. Оскільки повна потужність цього двигуна дозволяла перевищувати встановлену тодішнім британським законодавством для «саморушних візків» максимальну швидкість у 20 миль на годину (32 км/год), на нього встановлювався обмежувач обертів. Вдалося продати лише один автомобіль (шасі 40518), та й він незабаром був повернутий фірмі-виробнику і відправлений у металобрухт. Решта використовувалися для демонстрації та як транспорт для відвідувачів фабрики. Компанія повернулась до використання шестициліндрових рідних двигунів. 1905 Rolls-Royce V8 — єдина модель фірми, жодного примірника якої не збереглося до наших днів.
Перший американський V8 розробляла фірма «Marmon» ще у 1904 році, але то був виключно дослідний зразок, не призначений для серійного виробництва. У 1907, Hewitt Touring Car від виробника «Hewitt Motor Company» став першим автомобілем з двигуном V8, виготовленим у США. У 1910 році французький виробник «De Dion-Bouton» представив публіці 7773-кубовий V8 для автомобіля, який став першим двигуном V8, що вироблявся у серійно у значних кількостях. У 1912 році він експонувався на виставці у Нью-Йорку, де викликав значний інтерес у публіки. І хоча сама компанія випустила дуже мало автомобілів з цим двигуном, у США ідея V8 великого робочого об'єму прижилася надовго.

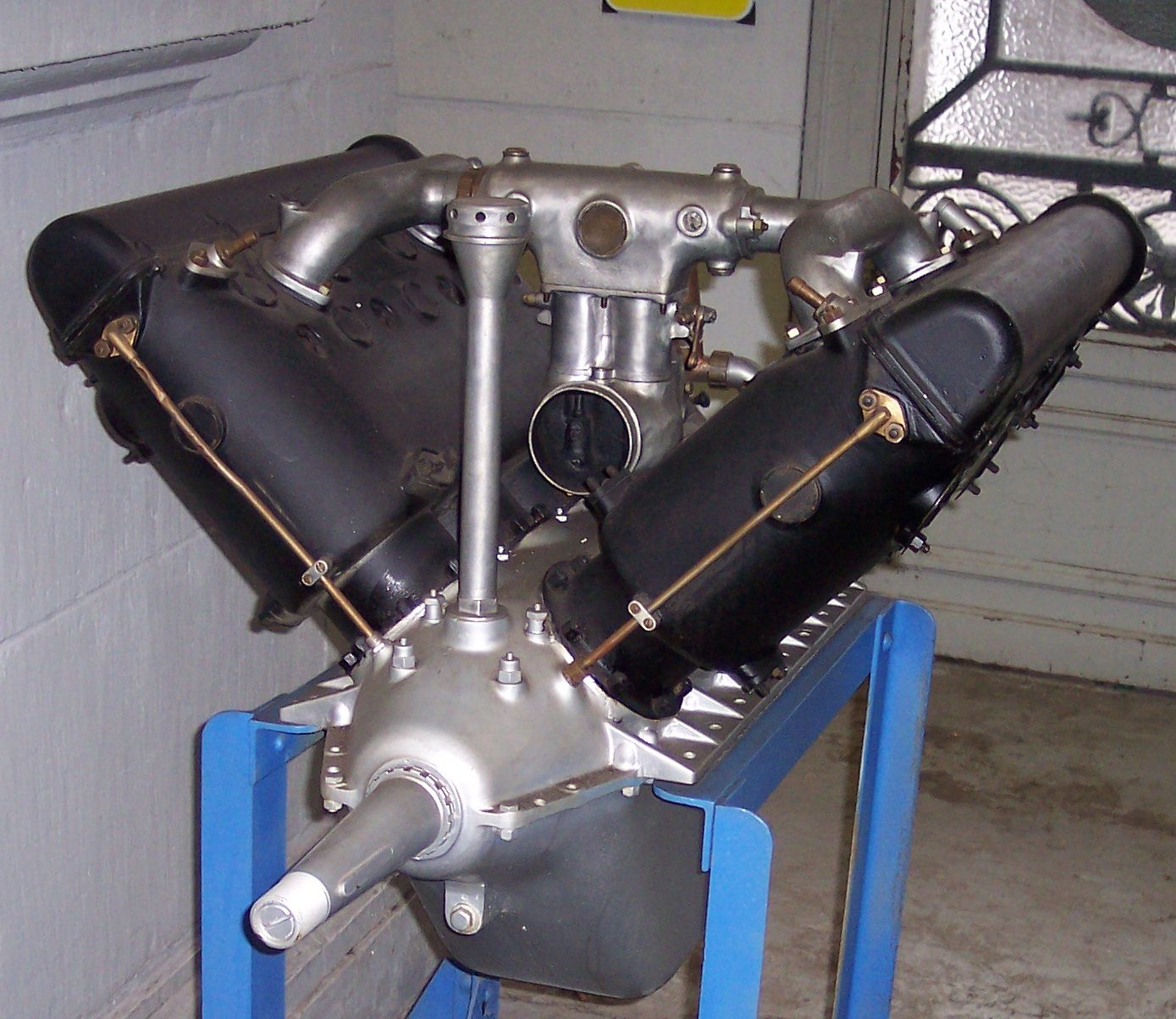
Авіаційний двигун (1914—1918)

Першим відносно масовим автомобілем з V8 став Cadillac моделі 1914 року. Двигун мав об'єм 5429 см³ і був нижньоклапанним, у перший же рік було випущено близько 13 тисяч «Каділлаків» з цим двигуном. У 1915 «Cole» запускає виробництво власної конструкції двигунів V8 (5670 см³). «Oldsmobile», інший підрозділ GM, у 1916 році випустив V8 об'ємом 4 літри. «Chevrolet» розпочав виробництво 4,7-літрових V8 (OHV) у 1917 році для автомобіля Chevrolet Series D, але у 1918 році фірма увійшла до складу GM на правах підрозділу й зосередилась на випуску економних «народних» автомобілів, яким на ті роки двигун V8 був неналежним, так що виробництво двигуна було зупинене.
Літаки ранніх конструкцій продовжували використовувати двигуни V8, такі як двигун Hispano-Suiza 8 SOHC 1914 року, розроблений у Швейцарії. Цей двигун та його численні копії і модифікації ставили на американські, французькі та британські військові літаки у Першій світовій війні. За підрахунками, приблизно половина всіх літаків союзників мала двигуни Hispano-Suiza 8 різних модифікацій.

### Використання в автомобілях (1920-і—2000-і)
Двигун V8 з колінчатим валом з шатунними шийками, розташованими у взаємоперпендикулярних площинах став загальною конфігурацією для великих автомобільних двигунів. Робочий об'єм сучасних двигунів V8 зазвичай становить від 3,5 до 6,0 л, хоча виготовлялись і більші і менші зразки, такі як, наприклад, 8,2 л двигун V8, що використовувався в Cadillac Eldorado 1971—1978 років.

#### Північна Америка
У 1924 році автомобіль Cadillac Type V-63 отримав перший американський V8 з колінчастим валом з хрестоподібним розташуванням шатунних шийок, що сприяло зменшенню вібрацій. Рік по тому, фірма «Peerless» також застосувала таку конфігурацію колінчастого вала у двигуні V8. До інших виробників двигунів V8 у середині 1920-х належали «Lincoln», «Ferro», «Northway» (постачальник для «Cadillac»), «Cole» (Індіанаполіс), «Perkins» (Детройт), «Murray», «Vernon» та «Yale».
До сегменту недорогих автомобілів V8 перенесла компанія «Ford» з її Model 18 (1932). Технічною особливістю двигуна цього автомобіля був блок циліндрів у вигляді одного чавунного виливка. Це нововведення вимагало значного удосконалення технології лиття. Досить сказати, що до 1932 року створення подібного двигуна уявлялося багатьом технічно неможливим. V-подібні двигуни тих років мали окремі від картера циліндри, що робило їх виготовлення складним і дорогим. Двигун для авто Ford Model 18, що мав бокове розташування клапанів, отримав назву «Ford Flathead» і випускався у США до 1954 року, коли його змінив верхньоклапанний Lincoln Y-Block, а в Європі і Бразилії — до початку 1960-х (на вантажівках — до початку 1990-х). На інших американських автомобілях цього цінового сегмента («Plymouth», «Chevrolet») V8 з'явилися лише у 1950-і роки.
Починаючи з 1930-х років двигуни конфігурації V8 набули у північні Америці досить значного поширення. Аж до 1980-х років версії, оснащені двигунами V8, мали північноамериканські моделі усіх класів, крім субкомпактів. Зокрема, на кінець 1970-х років, до 80 % вироблених у США легкових автомобілів мали двигун V8. Саме V8, зокрема, оснащувались у 1960-і — 1970-і так звані «маслкари».

#### Європа

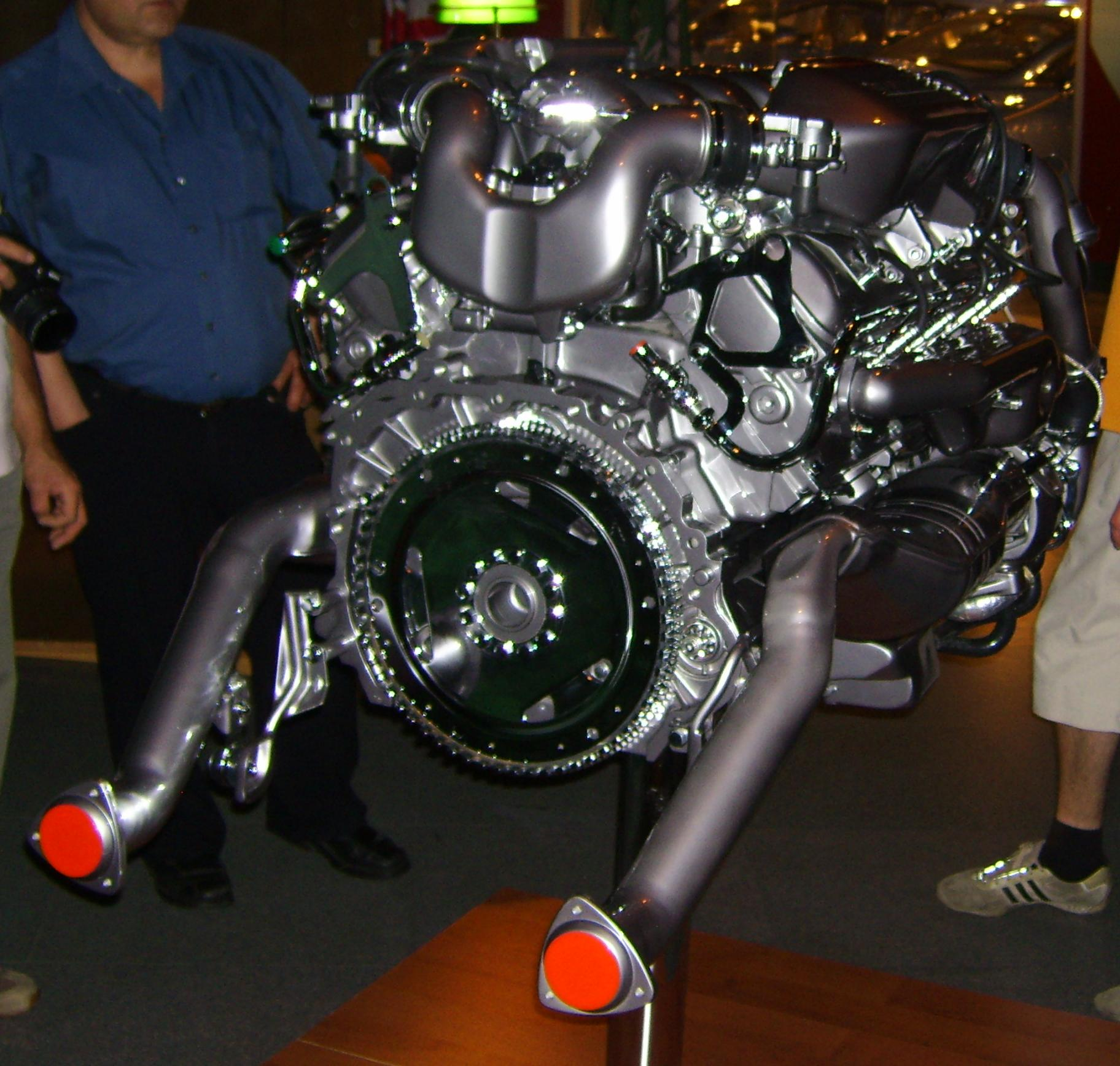
(середина 2000-х)

У Европі у довоєнні і перші післявоєнні роки такими двигунами оснащували переважно автомобілі вищих класів, що виготовлялись у мізерних кількостях уручну. Наприклад, Tatra 77 (1934—1938) мала 3,4-літровый V8 була випущена у кількості всього 249 одиниць.
У 1950-і роки у виробничій програмі європейських виробників преміум-сегменту з'являються серійні моделі з V8, наприклад, BMW 502 або Facel Vega Excellence (остання мала американський двигун виробництва «Chrysler»). Але і тоді і надалі вони залишались на європейських легкових автомобілях відносно рідкісною екзотикою. Після нафтової кризи початку 1970-х двигуни великого робочого об'єму в Європі сильно втратили попит, і після цього V8 зустрічались лише на найдорожчих комплектаціях автомобілів таких виробників як BMW або Mercedes.
Автомобілі фірми «Bentley» (і, до недавнього часу, «Rolls-Royce») оснащувались і продовжують оснащуватись моторами V8 серії L (від L410 1959 року до найновішого L410HT, 6,2—6,75 л). Слід відзначити, що серед сучасних бензинових двигунів — це один з найтихохідніших. Незважаючи на подвійне турбонаддування, двигун має «червону зону» при 4,5 тис. обертів на хвилину і холостий хід дещо більший за 500 об/хв (більша частина сучасних дизельних двигунів характеризується значно більшими обертами). Попри те, що двигуну понад 50 років, розробники добились від нього з глибоко консервативною схемою механізму газорозподілу OHV змінних фаз газорозподілу шляхом встановлення розподільного вала складної форми.